# Lydnadsprov

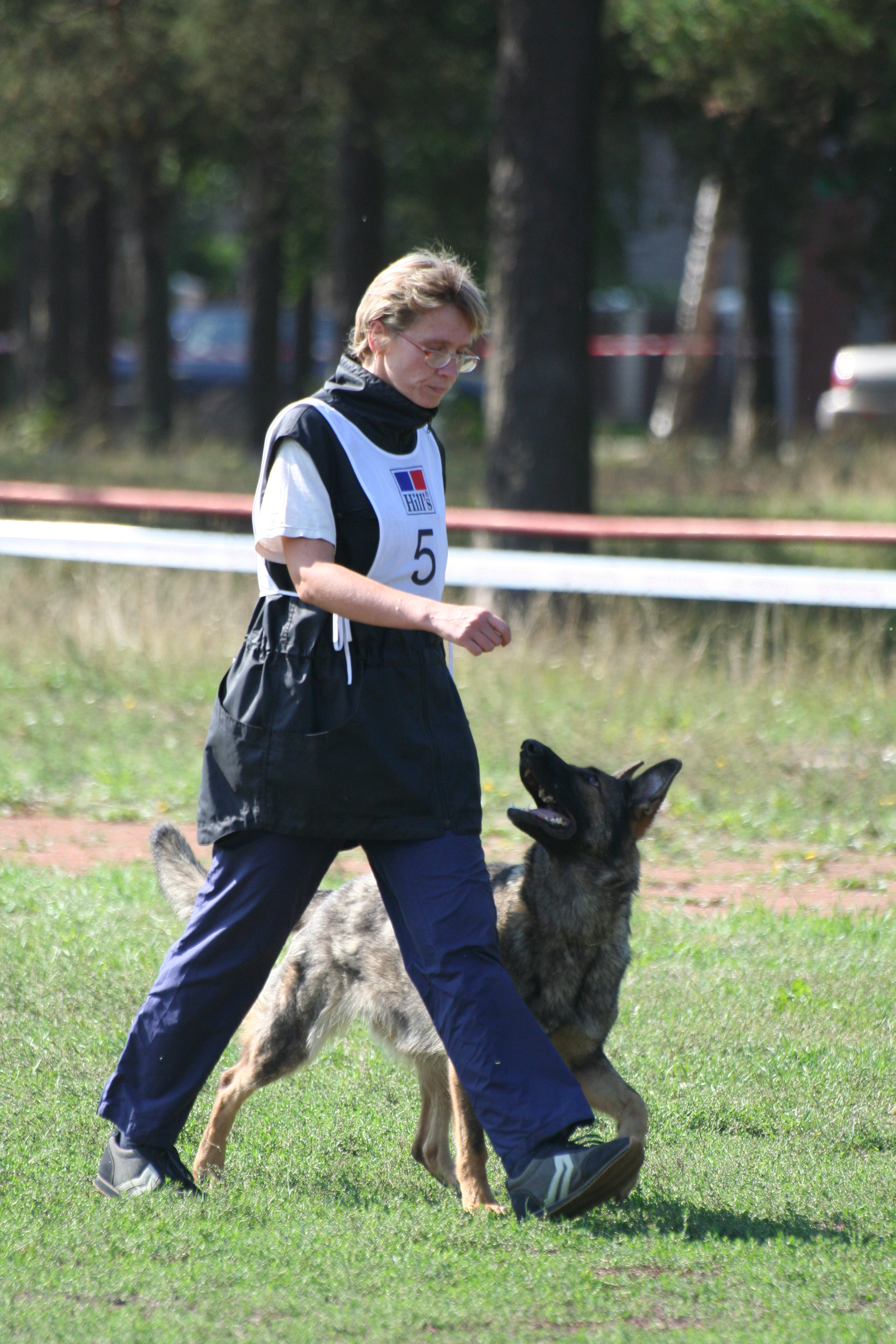
Fotgående är ett av många moment på lydnadsprov.

Lydnadsprov (fr.o.m. 1 januari 2017, Lydnadstävling) är en hundsport som går ut på att betygsätta en förares förmåga att lära en hund. Det kan också ses som ett test av en hund och dess förares samarbete under olika tävlingsmoment. Föraren är i regel inte tillåten att uppmuntra eller belöna hunden under pågående moment, däremot får belöning mellan momenten (exempelvis muntlig belöning) förekomma i olika utsträckningar beroende på de gällande reglerna. Tävlingsmomenten utförs utifrån ett givet schema, betyget avgörs av hur väl ekipaget följer det givna schemat. Poängavdrag ges för avvikelser från momentschemat. Ett helt program kallas för en "runda".

## Moment
Ett moment består i att hundföraren ger en eller flera signaler till hunden som utför en eller flera handlingar. Momenten kan jämföras med friidrott, precision och hastighet belönas. Helhetsintrycket skiljer sig från de övriga momenten, då domarens subjektiva bedömning av ekipagets framförande på planen kan betygsättas, alltså sådant som inte övriga tävlingsmoment bedömer. Exempelvis om föraren samarbetar väl med hunden, och om hunden utför momenten med glädje eller är okoncentrerad alternativt dämpad. 

## Tävlingsplan
Tävlingsplan kan vara alla typer av slät underlag, oftast anordnas proven utomhus på en slät gräsmatta men kan också genomföras inomhus, vanligtvis på en plastgräsmatta eller i ett ridhus.

## Störningsmoment
I vissa högre klasser finns det störningsmoment som är framkallade av en tävlingsledare eller domare. Syftet är att se om hunden lyckas behålla koncentrationen på sin tilldelade uppgift trots störningsmomentet. Ett störningsmoment är också omgivningen, såsom:
- Lukt i marken
- Tävlingsledaren och domaren
- Publik
- Andra hundar
- Skog och andra djur

## Inlärning
Inlärning sker i regel genom att dela upp ett moment i delmoment för att sedan sätta ihop delmomenten till ett moment. Klickerträning kan användas.

## Officiellt lydnadsprov i Sverige
Officiellt lydnadsprov i Sverige arrangeras till största delen av Svenska Brukshundklubben (SBK) och dess lokalklubbar, även Svenska Kennelklubben  samt dess länsklubbar arrangerar lydnadsprov. Lydnadsprovet är indelat i olika klasser, för att delta i den lägsta klassen (klass 1) behövs inga meriter (från 2017 krävs först uppflyttande från Startklass innan hunden kan starta klass 1). Blandraser är välkomna. För att bli uppflyttad till en högre klass krävs det minst ett första pris i en officiell tävling. Vilket pris som utdelas till hunden är beroende på vilka poäng som ekipaget samlar ihop under momenten och är inte beroende på vilken placering som uppnåtts i tävlingen. 

### Klasser och moment fram till 31 december 2016
Klasserna och de olika moment i ordningsföljd enligt fastställda regler av SBK gällande från 2007. Notera att delmomentens utförande skiljer sig åt i olika klasser. Varje delmoment innehåller en koefficient som multipliceras med ett av domaren bedömt utförande som kategoriseras enligt: {0 (Ej godkänt), 5, 5.5, 6, 6.5, 7, 7.5, 8, 8.5, 9, 9.5, 10}. 
- Lydnadsklass 1

1. Platsliggande
2. Tandvisning
3. Linförighet
4. Läggande
5. Inkallande
6. Ställande
7. Apportering
8. Hopp över hinder
9. Helhetsintryck

- Lydnadsklass 2

1. Platsliggande
2. Fritt följ
3. Läggande
4. Sändande med ställande
5. Apportering
6. Fritt hopp över hinder
7. Fjärrdirigering
8. Helhetsintryck

- Lydnadsklass 3

1. Sittande i grupp
2. Platsliggande
3. Fritt följ
4. Sättande
5. Inkallande med ställande och läggande
6. Sändande med platsläggande och inkallande
7. Apportering och hopp över hinder
8. Apportering av metallföremål
9. Vittringsprov och apportering
10. Fjärrdirigering

- Lydnadsklass Elit

1. Sittande i grupp i 2 min
2. Platsliggande i grupp i 4 min med störning
3. Fritt följ
4. Stå, sitt och ligg under marsch
5. Inkallande med ställande och läggande
6. Sändande med dirigering, platsläggande och inkallning
7. Apportering med dirigering
8. Apportering av metallföremål och hopp över hinder
9. Vittringsprov och apportering
10. Fjärrdirigering

### Klasser och moment från 1 januari 2017
Klasserna och de olika momenten ändras av SBK från 2017. Största nyheten är den nya klassen Startklass och att klass 3 hädanefter följer FCI:s klass 3 vilket innebär att om FCI ändrar regelverket för klass 3 kommer även det svenska regelverket ändras. Precis som tidigare skiljer sig delmomentens utförande åt i olika klasser. Varje delmoment innehåller en koefficient som multipliceras med ett av domaren bedömt utförande som kategoriseras enligt: {0 (Ej godkänt), 5, 5.5, 6, 6.5, 7, 7.5, 8, 8.5, 9, 9.5, 10}. 
- Startklass

1. Följsamhet
2. Inkallande
3. Sitt under marsch
4. Apportering
5. Fjärrdirigering
6. Hopp över hinder
7. Helhetsintryck

- Lydnadsklass 1

1. Fritt följ
2. Ställande under marsch
3. Inkallande
4. Sättande eller läggande under gång
5. Sändande till ruta med läggande
6. Apportering
7. Fjärrdirigering
8. Inkallning med hopp över hinder
9. Sändande runt en kon
10. Helhetsintryck
11. Sittande i grupp i 1 minut, förare inom synhåll

- Lydnadsklass 2

1. Fritt följ
2. Ställande och/eller sättande och/eller läggande under marsch
3. Inkallande med ställande
4. Sändande till ruta med platsläggande och inkallande
5. Apportering med dirigering
6. Vittringsprov och apportering
7. Fjärrdirigering
8. Hopp över hinder och apportering av metallföremål
9. Helhetsintryck
10. Platsliggning i grupp i 2 minuter, förare inom synhåll

- Lydnadsklass 3

1. Sittande i grupp i 2 minuter, förare utom synhåll
2. Platsliggning i 1 minut och inkallning
3. Fritt följ
4. Stå, sitt och ligg under marsch
5. Inkallande med ställande och läggande
6. Sändande med dirigering, platsläggande och inkallande
7. Apportering med dirigering
8. Sändande runt en kon, positioner, apportering och hopp över hinder
9. Vittringsprov och apportering
10. Fjärrdirigering

- Lydnadsklass Elit

1. Sittande i grupp i 2 min
2. Platsliggande i grupp i 4 min med störning
3. Fritt följ
4. Stå, sitt och ligg under marsch
5. Inkallande med ställande och läggande
6. Sändande med dirigering, platsläggande och inkallning
7. Apportering med dirigering
8. Apportering av metallföremål och hopp över hinder
9. Vittringsprov och apportering
10. Fjärrdirigering

### Lydnadsprovsdiplom
Lydnadsprovsdiplom kan fås genom 3 st första pris i en Lydnadsklass, de olika Lydnadsprovsdiplomen är LP1, LP2, LP3 och LPElit (fr.o.m. 1 januari 2017 byts beteckningen till Lydnadsdiplom och akronymerna LD Startklass, LD1, LD2, LD3 och LDElit).